# Aéroport domestique de Najran
L'aéroport domestique de Najran dessert l'ensemble de la province de même nom, du sud-ouest de l'Arabie saoudite.

## Situation
| Neom Dammam Djeddah Riyadh Médine Al-Hofuf Yanbu Buraidah Abha Al Bahah Haïl Tabuk Ta'if Al-Jawf Al Wajh Arar Bisha Dawadmi Gurayat Najran Qaisumah Rafha Sharurah Al-`Ula Turaif Wadi al-Dawasir |

## Compagnies et destinations
| Compagnies | Destinations                                       |
| ---------- | -------------------------------------------------- |
| Air Arabia | Charjah                                            |
| flydubai   | Dubaï                                              |
| Saudia     | Abha, Dammam-roi Fahd (suspendu), Riyad-roi Khaled |

Édité le 16/05/2020

## Statistiques
Pour des raisons techniques, il est temporairement impossible d'afficher le graphique qui aurait dû être présenté ici.

Voir la requête brute et les sources sur Wikidata.